# Andrei Kirsanov
Pour les articles homonymes, voir Kirsanov.
Andreï Kirsanov est un boxeur pieds-poings russe. Il mesure 1,82 m pour 95 kg.
Andreï Kirsanov, en bon représentant des pays de l'est, est un boxeur courageux. Même s'il n'a pas un palmarès très étoffé au niveau international, Kirsanov a tout de même été finaliste au K-1 Ukraine 2002 où il a battu son compatriote Aleksandr Oustinov.
Quelques victoires :
- 11/06/00 contre le Néerlandais Glenn Brasdorp par décision au 3e round ;
- 04/05/02 contre le Russe Sergueï Morozov par décision au 3e round ;
- 04/05/02 contre le Russe Aleksandr Oustinov par décision au 3e round ;
- 30/04/03 contre le Russe Edouard Tchourakov par décision au 3e round ;
- 28/05/03 contre le Russe Rouslan Avassov par décision au 4e round ;
- 28/05/03 contre l'Ukrainien Sergueï Arkhipov par décision au 3e round ;
- 29/10/03 contre le Russe Rouslan Bissaïev par décision au 3e round ;
- 29/02/04 contre l'Ukrainien Sergueï Matkine par décision ;
- 17/04/04 contre le Russe Viatcheslav Datsik par décision ;